# Vilhelm Klein
Vilhelm Klein (6. marts 1835 i København – 10. februar 1913 på Frederiksberg) var en dansk arkitekt, bror til arkitekten August Klein. Klein tilhører historicismen, og mange af hans bygninger er opført i Rosenborg-stil, som han havde en forkærlighed for.

## Uddannelse
Han var søn af murermester, kaptajn Ditlev Vilhelm Klein (1793-1868) og Marie Kirstine Skousboe (1806-1891). Klein blev uddannet murer 1852, gik i Teknisk Instituts elementarklasse og var på Kunstakademiets Arkitektskole fra oktober 1849, hvor han vandt den lille sølvmedalje 1854 og den store 1856. 1859 gik han på Akademiets dekorationsskole under Georg Hilker. Han arbejdede i en ca. femårig periode (1851-56) for arkitekten Gottlieb Bindesbøll, bl.a. i forbindelse med dennes opførelse af første etape af Lægeforeningens Boliger (1854-56), og Klein blev derfor udpeget til at udvide anlægget siden hen (1867-72). Hele anlægget er optaget i Kulturkanonen. Dernæst var han ansat hos Ferdinand Meldahl 1857-62.
Klein deltog i 2. Slesvigske Krig 1864. Han var flere gange i Italien fra 1858-59 og kom siden til Paris.

## Karriere
Vilhelm Klein var assistent ved Kunstakademiets Arkitektskole september 1864 – maj 1869 og var involveret i de fleste af tidens dominerende håndsværks- og industriforeninger. Han var således medlem af Industriforeningens repræsentantskab 1868-81, af sammes bogudvalg 1870-81, medinitiativtager til oprettelsen af Den nye Håndværkerskole og forstander ved samme 1868-76, medlem af den midlertidige bestyrelse for Det tekniske Selskabs Skole 1876, stifter af og forstander for Tegne- og Kunstindustriskolen for Kvinder 1876-1907, medlem af Kunstakademiet og Skolerådet 1883-88 samt arkitekt og sekretær for den danske afdeling på verdensudstillingen i Paris 1889. 1869 var Klein arkitekt for Arbejdernes Byggeforening, men foreningen var ikke tilfreds med hans indsats, og han blev erstattet af Frederik Bøttger.
Klein var Ridder af Dannebrog, Dannebrogsmand, Officier de l'instruction publique, ridder af Æreslegionen og dekoreret med den russiske Sankt Annas Orden og den svenske Vasaorden.
Klein giftede sig 10. oktober 1866 i Helsingør med Charlotte Bolette Unna (29. oktober 1834 i Helsingør – 9. marts 1915 på Frederiksberg), datter af købmand Simon Unna og Johanne Marie Schrøder. Charlotte Klein var leder af Tegneskolen for Kvinder. Klein var frimurer og har tegnet frimurerlogen i Helsingør.
Han er begravet på Assistens Kirkegård.

## Udstillinger
Han udstillede tegninger på Kunstindustriudstillingen i Amsterdam 1877 og på Charlottenborg Forårsudstilling 1855, 1857, 1861-63, 1865, 1867, 1879, 1888, 1897 og 1913 (mindeudstilling).

## Værker
- Forlæg for stikkene i C.F. Harsdorffs Værker (1856-57, udgivet af N.L. Høyen, 1859-71)
- Herregården Selchausdal, havefacaden (1857, resten af J.D. Herholdt, fredet)
- Frederiksborg Slotskirke, orgel (1861)
- Villa Sommariva, Ndr. Strandvej, Helsingør (ca. 1865)
- Provst Monrads villa, Falkoner Allé, Frederiksberg (1866, nedbrændt 1907)
- Den Danske Frimurerordens logebygning i Helsingør, sektion mod Lundegade (1866-67)
- Apotek, Ringsted (1867)
- Udvidelse af Lægeforeningens Boliger (Brumleby), Østerbrogade 57, blok J-S (1867-72, delvis kopi efter M.G. Bindesbøll, fredet)
- Ombygning af Niels Hemmingsens Gade 24 for Sparekassen for Kjøbenhavn og Omegn (1867-68, sammen med H.C. Stilling)
  - Tilbygning til samme ved Valkendorfsgade (1873)
  - Udvidelse af samme (1879)
- Industriudstillingsbygning, senere Industriforeningens bygning, Vesterbrogade 1 (1. udkast 1868, opført 1870-72, nedrevet 1977)
  - Midtfløj i gården sammesteds (1879, nedrevet)
  - Dekoration af sale sammesteds (1880, forsvundet)
- Villa for prokurator Langkilde, Helsingør (1868, muligvis kun projektering)
- Arbejdsanstalt, Ganløse (1869)
- Aalborg By og Omegns Sparekasse, Aalborg (1873-74, ombygget)
- Hjørnebygningen med Centralhotellet og Café Paraplyen, Rådhuspladsen 16/Vesterbrogade 2 A (1873-74, nedrevet 1934 og erstattet af Richshuset)
- Jernbanegade 3-5, København (1874, nedrevet)
- Holbergsgade 14 (1874)
- Peder Skrams Gade 15 (1874)
- Rådhuspladsen 14 (1875, nedrevet 1960 og erstattet af Nye Danskes hus)
- Store Kongensgade 63 (1875)
- Holbergsgade 16 (1876)
- Frederiksborggade 28-30 (1876)
- Karens Minde, nu medborgerhus, Wagnersvej 19 (1877, cellebygning 1894, senere udvidet)
- Lægeforeningens Arbejderboliger, Østerbrogade/Nyborggade (1878, nedrevet)
- Døvstummeskole, Baldersgade (1880, 1903-1974 Balders Hospital)
- Tegne- og Kunstindustriskolen for Kvinder, H.C. Andersens Boulevard 10 (indviet 1881, fredet)
- Facade, Sparekassen for Helsingør og Omegn, Stengade, Helsingør (1883)
- Mellem- og Realskole, Klosterstræde, Holbæk (1884-85)
- Kronprinsesse Louises Asyl, Østerbrogade 57 A (1886, nu Sankt Jakobs Sogns Børnehave)
- Buerup Kirke (1887)
- Lillemosegård, Søborg (1887-88, ombygget)
- Gammelmosehus, Vangede (tegnet 1888, opført 1892, nedrevet)
- Den franske Kunstudstillings bygning (1888, nedrevet)
- Den danske afdeling af Verdensudstillingen i Paris 1889
- Kunstindustrimuseum, nu H.C. Andersen Slottet, H.C. Andersens Boulevard 22-24 (1892-94)
- Arrangement af den internationale kunstudstilling ved Ny Carlsberg Glyptoteks åbning (1897)
- G.E.C. Gads bygning, Vimmelskaftet 32 (1897)
- De Kellerske Anstalter, åndssvageanstalt i Brejning ved Vejle Fjord (1898-1901, ombygget)
- Brejning Vandtårn, Brejning (1901)
- Vandtårnet ved Varde Vestbanegård, Varde (1901)
- Bryghus, Ny Carlsberg (1901, efter idéskitse af Carl Jacobsen, fredet 2009)
- Hovedkontor, aftapningsanstalt, portnerbolig, Carlsberg, Vester Fælledvej 100 (1902-03, ombygget)
- Dekorative arbejder, bl.a. keramik for Aluminia (1878)

### Projekter
- Tivolis Koncertsal (1862)
- Børstrappe (1871)
- Det Kongelige Teater (1872)
- Axelhus-projekt, Vesterbrogade/Jernbanegade/Rådhuspladsen/Vester Farimagsgade (1873, efter Theophilus Hansens Heinrichshof i Wien)
- Roskilde Rådhus (1882)
- Christiansborg Slot (1887)
- Spir til Sankt Olai Kirke, Helsingør (1888, 1. præmie)
- Frilagerbygning, København (1889)
- Københavns Rådhus (1889)

### Skriftlige arbejder
- Om Marmorpladsens Bebyggelse og Ruinens Nedbrydning, København: Thiele 1867. Findes digitaliseret Arkiveret 23. oktober 2013 hos  Wayback Machine
- "Bygningskunstens Historie", i: Opfindelsernes Bog, 1877.
- Den nyere Kunstindustri, 1879.
- Anti Brandesianske Flyveblade, 1887-88.
- Om Kunstværdi, 1890
- Nutidsspørgsmaal, 1891-92
- Nyere Kunstretninger, Vejledning for Besøgende i den internationale Kunstudstilling, 1897
- Italiens Historie efter Romerrigets Opløsning I-III, 1904-08
- Den sunde Fornuft, 1910
- Artikler i bl.a. Industriforeningens Maanedsskrift, i Litteratur og Kritik og i Architekten.